# Суперкубок міста Порту Нову з футболу
Суперкубок міста Порту Нову з футболу або Super Taça de Porto Novo — суперкубок міста Порту-Нову з футболу, який проводиться щорічно, починаючи з 1997 або 1998 року. В турнірі беруть участь переможець острівного чемпіонату та володар острівного кубку. В турнірі беруть участь клманди з південної та західної частини острова Санту-Антау. У разі, якщо один і той же клуб перемагає і в чемпіонаті і в кубку, то, в такому разі, переможець острівного чемпіонату та фіналіст острівного кубку сперичаються за трофей.

## Історія
Турнір було започатковано в 1997 або 1998 роках. З 2015 року переможець Суперкубку міста Порту Нову кваліфікується для участі в Суперкубку острова Санту-Антау.

## Переможці
- 2006/07: Академіка Порту Нову переграла Спортінг (Порту-Нову)
- 2007/08: невідомо
- 2008/09: Фіорентіна (Порту-Нову)
- 2009/10: Спортінг (Порту-Нову)
- 2010-12: невідомо
- 2011/12: Академіка Порту Нову
- 2013/14: Академіка Порту Нову
- 2014/15: Академіка Порту Нову[1]

## Перемоги по клубах
| Клуб                    | Перемог | Переможні роки         |
| ----------------------- | ------- | ---------------------- |
| Академіка Порту Нову    | 4       | 2007, 2012, 2014, 2015 |
| Фіорентіна (Порту-Нову) | 1       | 2009                   |
| Спортінг (Порту-Нову)   | 1       | 2010                   |